# Diachasmimorpha mexicana
Diachasmimorpha mexicana är en stekelart som först beskrevs av Cameron 1887.  Diachasmimorpha mexicana ingår i släktet Diachasmimorpha och familjen bracksteklar. Inga underarter finns listade i Catalogue of Life.